# Диль, Якоб
Я́коб Диль (нем. Jakob Diehl; род. 25 сентября 1978 года, Париж, Франция) — немецкий актёр, музыкант и композитор. Сын немецкого актёра театра и кино Ганса Диля (род. 1940) и брат немецкого актёра театра и кино Аугуста Диля (род. 1976).

## Биография
Якоб Диль родился в Париже в 1978 году и вырос в Оверни, Франция. Поступил в школу в Германии, где также начал свое музыкальное образование. В 1994 году переехал в Берлин, затем полностью посвятил себя музыке и посещал мастер-классы и курсы камерной музыки в Германии и Польше. С 2001 по 2007 год изучал композицию у Фридриха Гольдмана в Берлинском университете искусств.
Диль работает в основном как музыкант и композитор, причем совмещая с учёбой, главным образом в области радиоспектаклей, театра и кино. Также работает диктором — обозревателем современной музыки. Постоянно сотрудничает с русским композитором Сергеем Невским.
Как актёр Якоб Диль с 2003 года снимается в кино и на телевидении, а также выступает в театре и музыкальном театре.
У Диля нет детей.

## Избранные роли

### Театр
- 2009: Гамлет-Машина (Режиссёр Кирилл Серебренников, МХАТ им. Чехова)
- 2013: Федра (Режиссёр: Гисберт Якель, Театр «Ренессанс» в Берлине)

### Кинофильмы
- 2002: Эквилибриум
- 2007: Комплекс Баадера — Майнхоф
- 2011: Спящая девушка
- 2011: Посетители (Режиссёр: Констанце Кнохе)
- 2014: Ложь победителей
- 2015: Милый Ханс, дорогой Пётр
- 2016: Рай
- 2019: Грех

### Телефильмы
- 2007: Слепое пятно
- 2014: Инспектор Лукас — Милый мистер Вонг
- 2016: Жизнь после (Ein Leben danach)
- 2018: SOKO Кёльн — Бенни (эпизод 333)
- 2019: Дело на двоих — В тени Венеры (Эпизод 23)
- 2020: Тьма (3 серия)
- 2022: Ванзейская конференция